# Скарборо, Рэй
Рэй Уилсон Скарборо (англ. Rae Wilson Scarborough; 23 июля 1917, Маунт-Гилеад, Северная Каролина — 1 июля 1982, Маунт-Олив, там же) — американский бейсболист, тренер и скаут. Играл на позиции питчера. С перерывом выступал в Главной лиге бейсбола с 1942 по 1953 год. Участник Матча всех звёзд лиги 1950 года. Победитель Мировой серии 1952 года в составе клуба «Нью-Йорк Янкис».

## Биография

### Ранние годы и начало карьеры
Рэй Скарборо родился 23 июля 1917 года в городе Маунт-Гилеад в Северной Каролине. Четвёртый из семи детей с ирландскими и шотландскими корнями. Его отец Оскар Скарборо в разное время работал на почте, был фермером, занимался торговлей хлопком и управлял магазином. Он играл в бейсбол на полупрофессиональном уровне и построил поле для своих сыновей.
После окончания старшей школы Маунт-Гилеада Скарборо поступил в Радерфордский подготовительный колледж, а затем продолжил учёбу в университете Уэйк-Фореста. Он был членом общества Phi Beta Kappa, во время учёбы играл в бейсбол, баскетбол, теннис и футбол. Во время каникул Скарборо выступал за различные полупрофессиональные команды из Северной Каролины. Диплом бакалавра он получил в 1942 году.
Профессиональную бейсбольную карьеру Скарборо начал в 1940 году. По рекомендации Зинна Бека контракт ему предложил клуб «Вашингтон Сенаторз». Первой его командой стали «Чаттануга Лукаутс» из Южной Ассоциации. В конце 1940 года Скарборо сыграл за них двенадцать матчей с пропускаемостью 5,54. В следующем сезоне он одержал 21 победу в составе «Селмы Кловерлифс» из Юго-Восточной лиги и стал лидером чемпионата по количеству сделанных страйкаутов.

### Главная лига бейсбола

#### Вашингтон Сенаторз
Сезон 1942 года Скарборо начал в «Чаттануге», где сыграл в пятнадцати матчах с пропускаемостью 4,55. В июне его перевели в основной состав «Сенаторз». Первые месяцы тренерский штаб команды использовал его как реливера, в сентябре он впервые вышел на поле стартовым питчером. Дебютный сезон на высшем уровне Скарборо завершил с двумя победами и одним поражением при показателе ERA 4,12.
В 1943 году он сыграл за «Сенаторз» в 24 матчах, в 18 из них выходя на замену. Скарборо выиграл четыре матча, потерпел четыре поражения и сделал три сейва при пропускаемости 2,83. Главной его проблемой был контроль подачи — уоков он допускал больше, чем делал страйкаутов. В августе его призвали на военную службу. Два года Скарборо провёл на флоте, получив звание лейтенанта.
Весной 1946 года он демобилизовался и вернулся в «Сенаторз», заняв место четвёртого питчера в стартовой ротации. В первом сезоне Скарборо выиграл семь матчей, проиграв одиннадцать, его показатель ERA составил 4,05, превысив средний для команды. В 1947 году он играл эффективнее, пропускаемость снизилась до 3,41, но из-за слабости «Сенаторз» Скарборо выиграл всего шесть матчей при тринадцати поражениях.
Одним из лучших в его карьере стал 1948 год. Показатель ERA 2,82 стал вторым в лиге, Скарборо одержал пятнадцать побед при восьми поражениях. Ни один другой питчер неудачно игравших «Сенаторз» не выиграл больше восьми матчей. После завершения сезона он принял участие в турне в составе команды звёзд, собранной Берди Теббетсом. Ряд других клубов лиги интересовались возможностью обмена Скарборо. Звезда «Бостон Ред Сокс» Тед Уильямс называл его единственным питчером, которого ему не удавалось пробить. В 1949 году пропускаемость Скарборо выросла до 4,60, он стал худшим в лиге по числу ошибок, а команда заняла последнее место.
В 1950 году владелец клуба предложил Скарборо снизить заработную плату на 1500 долларов, но тот, зная об интересе других команд, наотрез отказался. В прессе писали, что владелец «Ред Сокс» предложил за него 200 тысяч, а «Нью-Йорк Янкис» были готовы обменять пятерых игроков. Несмотря на это, он остался в «Сенаторз» и к концу мая одержал три победы при пяти поражениях с пропускаемостью 4,01.

#### Заключительный этап карьеры
«Вашингтон» Скарборо покинул 31 мая 1950 года, неожиданно перейдя в «Чикаго Уайт Сокс». Сразу после обмена Кейси Стенгел включил его в состав команды Американской лиги на Матч всех звёзд. В оставшейся части чемпионата он выиграл десять матчей, проиграв тринадцать. Показатель пропускаемости Скарборо составил 5,30. В декабре, во время зимней встречи владельцев клубов, его обменяли второй раз за год. Новой командой питчера стали «Бостон Ред Сокс».
В составе «Бостона» Скарборо провёл полтора сезона. В 1951 году, несмотря на ERA 5,09, он стал вторым в команде по числу побед, выиграв двенадцать матчей. Весной следующего года он неудачно провёл сборы, после чего главный тренер Лу Будро вывел его из стартовой ротации. В августе 1952 года Скарборо продали в «Нью-Йорк Янкис». Позже в «Ред Сокс» назвали эту сделку «ошибкой офиса команды». В «Янкис» его показатель пропускаемости снизился с 4,81 до 2,91. Повышение своей эффективности он объяснил игрой в составе батареи с кэтчером Йоги Беррой. Команда по итогам чемпионата вышла в Мировую серию, но Скарборо был только пятым питчером ротации и в финале против «Бруклин Доджерс», выигранного 4:3, появился на поле лишь в первой игре.
Сезон 1953 года стал для него последним в Главной лиге бейсбола. Он сыграл за «Янкис» в 25 матчах с пропускаемостью 3,29. В конце июля его выставили на драфт отказов, после чего Скарборо перешёл в «Детройт Тайгерс». До конца чемпионата он провёл ещё 13 игр с показателем ERA 8,27, потерпев два поражения. В январе 1954 года он объявил о завершении карьеры.

### Тренерская карьера
Закончив играть, Скарборо поселился в Маунт-Оливе в Северной Каролине, где открыл бизнес. Одновременно он помогал в создании бейсбольной программы в городском колледже. В 1960 году он был нанят скаутом клуба «Балтимор Ориолс», затем работал тренером в одной из его фарм-команд. В 1968 году Скарборо входил в тренерский штаб основной команды «Ориолс». В 1973 году он перешёл на работу в «Калифорнию Энджелс», а с 1978 года до своей смерти занимался поиском игроков для Милуоки Брюэрс.
Рэй Скарборо скончался 1 июля 1982 года в результате сердечного приступа.